# Божилович, Ивана
Ива́на Божило́вич-Файрсто́ун (англ. Ivana Božilović-Firestone; 28 сентября 1977, Белград, СРС, СФРЮ) — американская актриса и телеведущая.

## Биография
Ивана Божилович родилась 28 сентября 1977 года в Белграде (СРС, СФРЮ), а росла в Кристал-Лейк и Чикаго (штат Иллинойс, США).

## Карьера
Ивана дебютировала в кино в 2000 году, сыграв роль Рене в фильме «100 девчонок и одна в лифте».
Также Ивана является телеведущей, в 2003 году она вела реалити-шоу «Hotlines».

## Личная жизнь
С 5 июля 2008 года Ивана замужем за актёром Эндрю Файрстоуном (род.1975), с которым она встречалась 3 года до их свадьбы. У супругов есть трое детей: сын Адам Брукс Файрстоун (род.21.03.2009), дочь Аня Жасмин Файрстоун (род.15.04.2011) и ещё один сын — Шейн Файрстоун (род.27.01.2014).